# Дијана Јоргова
Дијана Христова Јоргова-Проданова (буг. Диана Христова Йоргова-Проданова); Ловеч, 9. децембар 1942) била је бугарска атлетичарка, која се такмичила у скоку удаљ и трчању 100 м. Била је и члан бугарске штафете 4 х 100 м. Веома је успешна у скоку удаљ 1960-их година . Десет пута бугарска првакиња, освојила је две сребрне медаље на Олимпијским играма 1972 и Европском првенству 1966., а на крају своје дуге каријере, постала је европска првакиња 1973. у дворани.
Јоргова је висока 1,67 м, тешка 52 кг, удата за гимнаситичара Николу Проданова.

## Значајнији резултати
| Датум | Такмичење                       | Место      | Пласман | Резултат |
| ----- | ------------------------------- | ---------- | ------- | -------- |
| 1961  | Летња универзијада              | Софија     |         | 6,12 м   |
| 1964  | Летње олимпијске игре           | Токио      | 6       | 6,24 м   |
| 1966  | Европско првенство на отвореном | Будимпешта |         | 6,45 м   |
| 1969  | Европско првенство на отвореном | Атина      | 4       | 6,31 м   |
| 1972  | Летње олимпијске игре           | Минхен     |         | 6,77 м   |
| 1973  | Европско првенство у дворани    | Ротердам   |         | 6,45     |

## Лични рекорди
| Дисциплина   | Резултат | Место    | Датум |
| ------------ | -------- | -------- | ----- |
| 100 м        | 11,8     |          | 1972  |
| Скок удаљ от | 6,77 м   | Минхен   | 1972  |
| Скок удаљ дв | 6,45 м   | Ротердам | 1973  |